# Pedjeshof

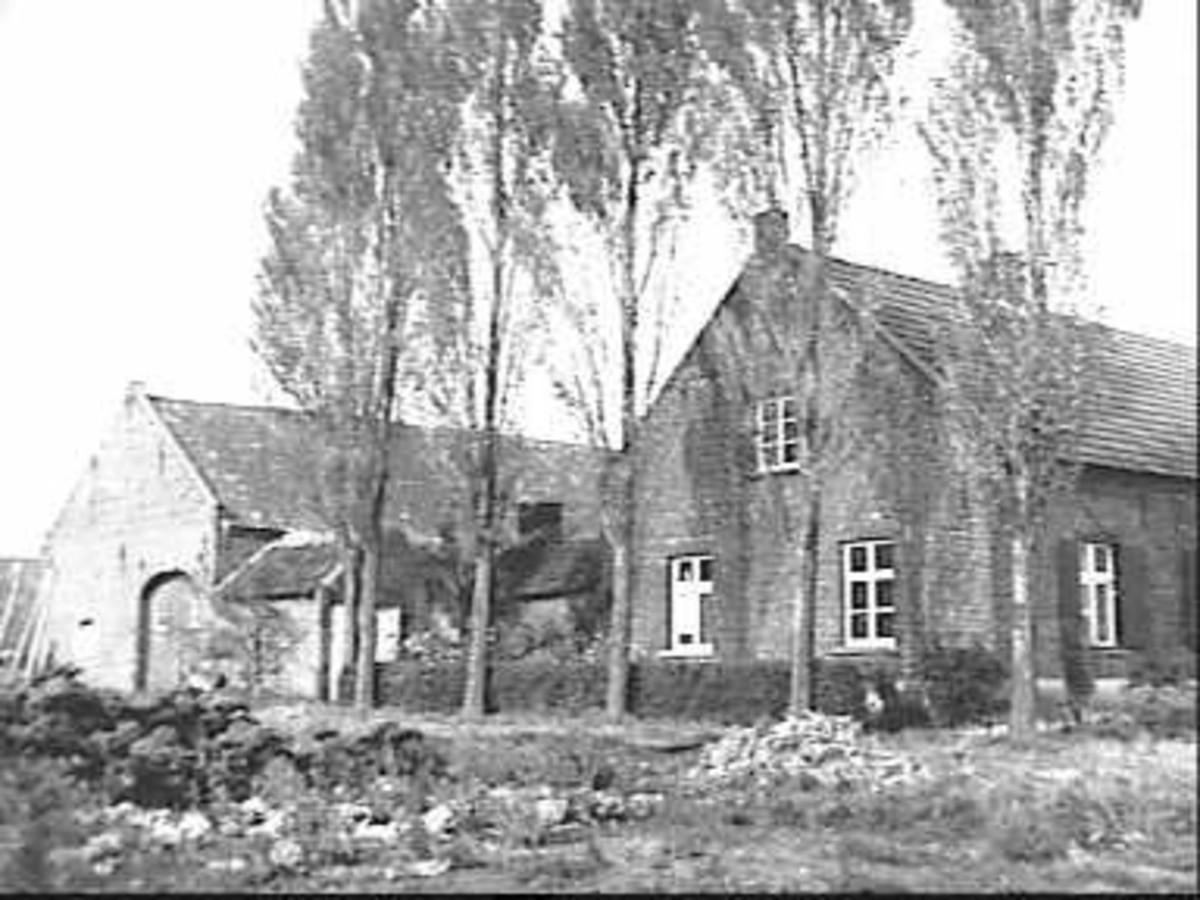
Lottumseweg 24 in 1965

De Pedjeshof is een woonboerderij aan de Lottumseweg te Grubbenvorst in de Nederlandse provincie Limburg.
Het is een in baksteen uitgevoerde Limburgse hoeve, bestaande uit twee vleugels onder zadeldaken tussen puntgevels, aan weerszijden van de binnenplaats. Het jaartalanker geeft 1848 aan. Aan beide zijden van de inrijpoort staat een gemetseld schuurtje met zadeldak.
De hoeve is in 1978 geklasseerd als rijksmonument.